# Allianz Riviera
Allianz Riviera é um estádio localizado na cidade de Nice, na França. Foi construído para ser usado como sede da UEFA Euro 2016, no entanto, também serve como "casa" para o OGC Nice, que disputa a Ligue 1 e que mandava seus jogos até 2013 no Stade du Ray.